# Lumberjack (film)
Lumberjack è un film del 1944 diretto da Lesley Selander.
È un western statunitense con William Boyd, Andy Clyde e Jimmy Rogers. È una delle produzioni della serie di film western con protagonista il personaggio di Hopalong Cassidy, interpretato da William Boyd e creato dall'autore Clarence E. Mulford nel 1904.

## Produzione
Il film, diretto da Lesley Selander su una sceneggiatura di Norman Houston e Barry Shipman, fu prodotto da Harry Sherman tramite la Harry Sherman Productions e girato in California, da fine settembre al 7 ottobre 1943. Il titolo di lavorazione fu Timber. Il brano della colonna sonora The Place Your Heart Calls Home fu composto da Ozie Waters e Forrest Johnson.

## Distribuzione
Il film fu distribuito negli Stati Uniti dal 28 aprile 1944 al cinema dalla United Artists.
Altre distribuzioni:
- in Svezia il 19 novembre 1945 (Timmerhuggarna från Texas)
- in Danimarca il 14 gennaio 1954 (Heltene fra Nevada)
- in Danimarca il 27 novembre 1967 (redistribuzione)
- in Brasile (Justiça a Muque)
- in Danimarca (Sidste advarsel, Mr. Hoppy)

## Promozione
Le tagline sono:
- HE'S A RARIN;, TEARIN' FOOL! Hoppy really goes to town with guns blazing and fists swinging in this rapid-fire western that'll have you whistling!
- IT'S A KNOCKOUT FOR ACTION! Breathless, hard-hitting action in the fastest of Hopalong Cassidy hits!
- TWO FISTS and TWO GUNS! Here's the fastest-shooting Western you've ever seen!
- RUGGED, READY AND RARIN' TO GO! That's Hoppy when he goes after the tall-timber outlaws!